# Claude François Thévenod
Claude François Thévenod, né le 29 mai 1772 à Chambéry et mort le 21 octobre 1798  au Caire, est un ingénieur des Ponts et Chaussées français.

## Biographie
Il se présente en 1794 à Toulouse au jury de sélection de la première promotion de l'École polytechnique où il est reçu dans la promotion du 11 pluviôse an III (30 janvier 1795), puis admis le 11 nivôse an III (31 décembre 1794),. Il en sort ingénieur des Ponts et Chaussées et fait ensuite partie de l'expédition d'Égypte. En 1798, il meurt assassiné en même temps que Duval dans la maison du général Caffarelli lors de la révolte du Caire.